# جيم بيرن
جيم بيرن (بالإنجليزية: Jim Byrne)‏ هو لاعب كرة قدم أسترالية أسترالي، ولد في 25 ديسمبر 1880 في ساوث ملبورن في أستراليا، وتوفي في 27 مايو 1927 في East Melbourne ‏ في أستراليا.

## وصلات خارجية
- جيم بيرن على موقع AustralianFootball.com (الإنجليزية)
- جيم بيرن على موقع AFLtables.com (الإنجليزية)